# Les aventures de Tom Sawyer
Les aventures de Tom Sawyer (títol original en anglès The adventures of Tom Sawyer) és una novel·la de l'escriptor nord-americà Mark Twain publicada el 1876. El llibre relata uns mesos en la vida d'aquest nen que viu en una ciutat petita prop del riu Mississipi, criat per la seva tia Polly, que se l'estima molt, però que a la vegada és estricta. Tom contempla el món d'una manera molt diferent de la dels adults amb qui ha de conviure. Més rebel encara és el seu amic Huckleberry Finn, el company ideal de Tom, que és envejat pels altres a causa de la forma de vida que porta. Aquests dos nois, Tom i Huckleberry Finn, viuran aventures de tota classe, fins que finalment acabaran creixent i deixaran de ser nens per arribar al món dels adults.

## Descripció de l'obra
Les aventures de Tom Sawyer és el relat d'uns mesos en la vida de Tom Sawyer, un nen que viu en una ciutat petita del sud-oest dels Estats Units a la vora del riu Mississipi. Criat per la seva tia Polly, que el vol de cor, però que el sotmet a una disciplina que se li fa absurda i desagradable, Tom contempla el món d'una manera molt diferent de com ho fan els adults amb els quals ha de conviure. Precisament perquè existeix aquest distanciament, ens entreté amb les seves reaccions divertides i nobles. Més agrest i rebel contra aquest univers de la gent gran és el seu amic Huckleberry Finn, el company ideal de Tom, que és envejat pels altres nens que contemplen en la seva vida una forma d'existència que a ells els agradaria portar. Junts viuran aventures humorístiques i dramàtiques de les quals podran sortir més airosos del que hagués pogut fer-ho qualsevol adult. Al final (tan sols en aparença), tant Tom com Huck acabaran sent conduïts a aquest context de persones que creixeran i deixaran de ser nens. Explora el tema de l'amistat i la infantesa com a paradís perdut.
Les aventures de Tom Sawyer i Les aventures de Huckleberry Finn són obres fonamentades en els records del món infantil de Twain i en l’espai mític del gran riu Mississipi, l’escenari interior entranyable i complet de l’escriptor, mitificat perquè ja era un món perdut: perduda la infantesa, desapareguda la navegació a vapor.

## Argument
Tom Sawyer és un noi orfe que viu amb la seva tieta Polly a Saint Petersburg, un poble situat a la riba del riu Mississipi, als Estats Units, a mitjan segle xix. Viu amb els seus germanastres Sid i Mary, completament oposats a ell.
Amb qui s'avé més és amb Joe Harper, un company d'escola i, especialment, amb Huckleberry Finn, un altre orfe, que viu sol i abandonat de la mà de Déu, com un indigent menor d'edat. Una nit, amb la companyia de Huck, acudeix al cementiri amb un gat mort amb la intenció de fer un conjur perquè li desapareguin els grans de la cara. Allí són testimonis de l'assassinat d'un jove metge, el doctor Robinson, a mans d'un indi, Joe, que en companyia del vell borratxo Muff Potter, ajudava el jove metge en assumptes poc legals. L'indi aprofita l'estat ebri del vell Potter per acusar-lo de l'assassinat que ell ha comès. Tom i Huck fan un pacte de silenci segellat amb sang per no dir res sobre l'afer.
Un dia, Tom va a una cova amb Becky i es perden durant tres dies. El poble es mobilitza per poder rescatar-los, però no ho aconsegueixen. Finalment, poden sortir-ne gràcies a Tom. Mentrestant, Huck segueix Joe i el seu acompanyant fins a la casa de la vídua Douglas, a qui pretenen robar i malferir. Huck corre fins a una casa veïna i relata els fets al vell gal·lès que l'habita. Ell i els seus fills poden salvar la vídua, però no enxampen els malvats.
El jutge Thatcher decideix cobrir amb una planxa de ferro l'entrada de la cova perquè no s'hi produeixin més desgràcies; com que Joe era a dins, hi mor. Tom i Huck tornen a la cova on l'indi Joe havia amagat un tresor i d'aquesta manera es fan rics i es converteixen en herois.

## Personatges
- Tom Sawyer és el protagonista de la història. És un noi trapella i despert que, tot i obrar de manera inconscient i poc responsable, té un bon cor. La seva personalitat evoluciona al llarg de la novel·la: quan es converteix en algú popular, es fa més responsable. No li agrada gaire l'escola, però sí que respecta els amics i la noia que estima. És extremadament supersticiós.
- Huckleberry Finn és l'amic per excel·lència de Tom. També és orfe, però no viu en família, sinó completament sol, per això té un aspecte deixat i és insegur. No té responsabilitats de cap mena i tot li és igual. Li agrada viure lliure i no tenir lligams de cap mena. És supersticiós, no va a l'escola i és barroer en les relacions socials.
- L'indi Joe és el dolent de la trama. És un home inexpressiu, que busca venjar-se de tots aquells que l'han tractat malament durant la seva vida. Rancuniós, no accepta la seva condició social i es rebel·la mitjançant la violència i el crim. Delinqueix, assassina, menteix i roba. Té la fi que, segons el poble (i també l'autor), es mereix.
- La tia Polly és la tutora de Tom. Vol una vida ordenada per al seu nebot i es desespera en veure com ell no aprofita tot allò que se li ofereix. S'enfada sovint, castiga en Tom, però al final sempre té remordiments i es posa en la pell del pobre orfe per comprendre'l. És una dona dura de "façana", però molt amorosa i compassiva envers les accions i les bretolades del seu protegit.
- Becky Thatcher és la nena de bona família que acaba d'arribar al poble. Eixerida i coqueta, té tantes ganes com en Tom d'iniciar-se en l'etapa dels enamoraments. És femenina i passiva i no reacciona amb contundència davant de situacions extremes (com a les coves).

## Traduccions al català
- Mark Twain, Les aventures de Tom Sawyer. Traducció de Josep Carner. Barcelona: Editorial Catalana (Biblioteca Literària, 6), (1918). Segona ed. Barcelona: Editorial Selecta (Biblioteca Selecta Universal, 10) (1953)[4]
- Twain, Mark; Il·lustracions de Meritxell Ribas Puigmal. Les aventures de Tom Sawyer. Traducció: Maria Antònia Oliver (traducció i pròleg). Edició especial amb motiu del centenari de la mort de Mark Twain.  La Galera, 2010. ISBN 978-84-246-3516-9.

## Algunes adaptacions audiovisuals
- Tom Sawyer (pel·lícula de 1907)
- Tom Sawyer (pel·lícula de 1917)
- Tom Sawyer (pel·lícula de 1930)
- The Adventures of Tom Sawyer (pel·lícula de 1938)
- Tom Sawyer (pel·lícula de 1973), adaptació musical.
- Les aventures de Tom Sawyer (anime), adaptació d'un Anime de 49 episodis.
- Tom Sawyer (pel·lícula de 2000), llargmetratge d'animació.